# Juri Borissowitsch Rumer
Juri Borissowitsch Rumer (russisch Юрий Борисович Румер, im Westen auch als Georg Rumer bekannt; * 28. April 1901 in Moskau; † 1. Februar 1985) war ein sowjetischer theoretischer Physiker.

## Leben
Rumer studierte an der Lomonossow-Universität. Er war 1927 bis 1932 bei Max Born an der Universität Göttingen, wo er unter anderem mit Edward Teller, Hermann Weyl und Walter Heitler und Born zusammenarbeitete (hauptsächlich über die Quantentheorie chemischer Bindungen). In dieser Zeit traf er auch mehrfach Albert Einstein in Berlin. Ab 1934 arbeitete er unter Igor Tamm am Physikalischen Institut der Sowjetischen Akademie der Wissenschaften (FIAN) in Moskau. Er war danach am Institut für Physik und Technologie in Charkow, wo er mit Lew Landau zusammenarbeitete, mit dem er befreundet war. 1938 wurde er im Rahmen der „Großen Säuberungen“ wie auch Landau und dessen Freund Korets verhaftet (nachdem die drei ein antistalinistisches Flugblatt verfassten), war lange im Gefängnis, arbeitete ab 1944 am sowjetischen Atombombenprojekt (in einem geheimen Spezialgefängnis, einer Scharaschka, bei Suchumi) und musste dann fünf Jahre ins Exil im sibirischen Distrikt Jenisseisk, wo er an einem Lehrerseminar unterrichtete. In der Chruschtschow-Ära wurde er rehabilitiert.
Er war Direktor des 1962 gegründeten Instituts für Radiophysik und Elektronik in Nowosibirsk, wo damals Laserforschung betrieben wurde. Außerdem war er Professor an der Staatlichen Universität Nowosibirsk. Später war er Forscher am Budker-Institut für Kernphysik in Nowosibirsk.

## Werk
In seinen Anfangsjahren in Westeuropa befasste er sich unter anderem mit Allgemeiner Relativitätstheorie, Anwendungen der Quantentheorie in der Chemie, Kosmischer Höhenstrahlung, Schallabsorption in Festkörpern, Theorie des Hilbertraums und Quantenelektrodynamik.
Mit Landau verfasste er ein populärwissenschaftliches Buch über Relativitätstheorie, das auch unter anderem ins Deutsche und Englische (1960) übersetzt wurde. Er arbeitete auch über Allgemeine Relativitätstheorie und schrieb Aufsätze und ein russisches Buch über die fünfdimensionale Kaluza-Klein-Theorie (erschienen 1956), als er noch im Exil in Sibirien war.
In Nowosibirsk zählte Edward Shuryak zu seinen Schülern.

## Schriften
- mit Landau: Was ist die Relativitätstheorie. 13. Auflage. Teubner, 1989.